# 펜타비전
펜타비전 엔터테인먼트(Pentavision Entertainment)는 대한민국의 PC 온라인/휴대용 콘솔게임 개발업체이다. 2004년 어뮤즈월드의 EZ2DJ 개발팀 멤버 일부에 의해 설립된 후, 디제이맥스 온라인을 넷마블을 통해 출시해 활동을 시작했다. 2006년 네오위즈에 인수합병된 후 네오위즈 게임즈의 개발 스튜디오로서 PC 온라인 및 휴대용 콘솔게임을 내놓았다.
2012년경 펜타비전 엔터테인먼트에서 펜타비전 스튜디오로 명칭을 변경하고, 네오위즈모바일에 합병되었다가 네오위즈인터넷(현 NHN벅스)을 거쳐 네오위즈 게임즈로 재편입 되었다. 네오위즈로 완전 흡수 이후 DJMAX 모바일 시리즈는 세 팀이 관리하게 되었다. DJMAX RAY는 'Ray Team', 탭소닉 링스타는 'BEX Team', 마지막으로 테크니카 Q는 'Planet Team'이 게임운영 및 관리를 맡았다. "RAY TEAM"은 DJMAX RAY의 마지막 ios 7 업데이트 이후 해체, "Planet Team"은 마지막 뮤직팩 업데이트 이후 해체되었다.

## 개발한 게임
- 디제이맥스 온라인 (2004~2008) - PC 온라인 (2008년 3월 21일부로 서비스 종료)
  - 디제이맥스 이모셔널 센스 볼륨 1 (2004) - PC 온라인
  - 디제이맥스 이모셔널 센스 볼륨 2 (2005) - PC 온라인
- 코믹 솔져 (2005) - PC 온라인 (서비스 종료)
- 디제이맥스 포터블 (2006) - 플레이스테이션 포터블
- 디제이맥스 포터블 2 (2007) - 플레이스테이션 포터블
- S4 리그 (2007) - PC 온라인 (2018년 3월 14일부로 서비스 종료)
- 듀얼게이트 (2007) - PC 온라인 (2009년 1월 20일부로 서비스 종료)
- 디제이맥스 테크니카 (2008) - 아케이드
- 디제이맥스 포터블 클래지콰이 에디션 (2008) - 플레이스테이션 포터블
- 디제이맥스 포터블 블랙 스퀘어 (2008) - 플레이스테이션 포터블
- 디제이맥스 트릴로지 (2008) - PC 패키지/온라인
- 디제이맥스 피버 (2009) - 북미/일본 플레이스테이션 포터블
- 디제이맥스 모바일 (2009) - 모바일
- 디제이맥스 테크니카 2 (2010) - 아케이드
- 디제이맥스 포터블 핫튠즈 (2010) 플레이스테이션 포터블
- 디제이맥스 포터블 3 (2010) - 플레이스테이션 포터블
- 디제이맥스 테크니카 3 (2011) - 아케이드
- 디제이맥스 테크니카 튠 (2012) - 플레이스테이션 비타